# Clemens Westerhof
Clemens Westerhof (Beek, 3 mei 1940) is een Nederlandse voetbaltrainer, die voornamelijk bekend is om zijn voetbalprestaties in Afrika.

## Biografie

### Vitesse (eerste periode)
Westerhof begon zijn trainerscarrière in de amateurtak van Vitesse. Toen Jan de Bouter, voorheen technisch directeur bij Vitesse, in 1975 hoofdtrainer werd, hevelde hij Westerhof over naar de profafdeling van de club. Nadat De Bouter in november op doktersadvies rust moest nemen, nam Westerhof zijn taken over. Nadat De Bouter begin 1976 was teruggekeerd bij de ploeg, werd hij in maart dat jaar ontslagen wegens tegenvallende resultaten. Westerhof werd hierna wederom aangesteld als zijn tijdelijke vervanger en wist met de Gelderse ploeg de nacompetitie te halen. De nieuw aangestelde trainer Henk Wullems gaf echter aan dat hij niet verder wilde met Westerhof, omdat deze slecht zou hebben gelegen bij het bestuur van de club.

### Feyenoord

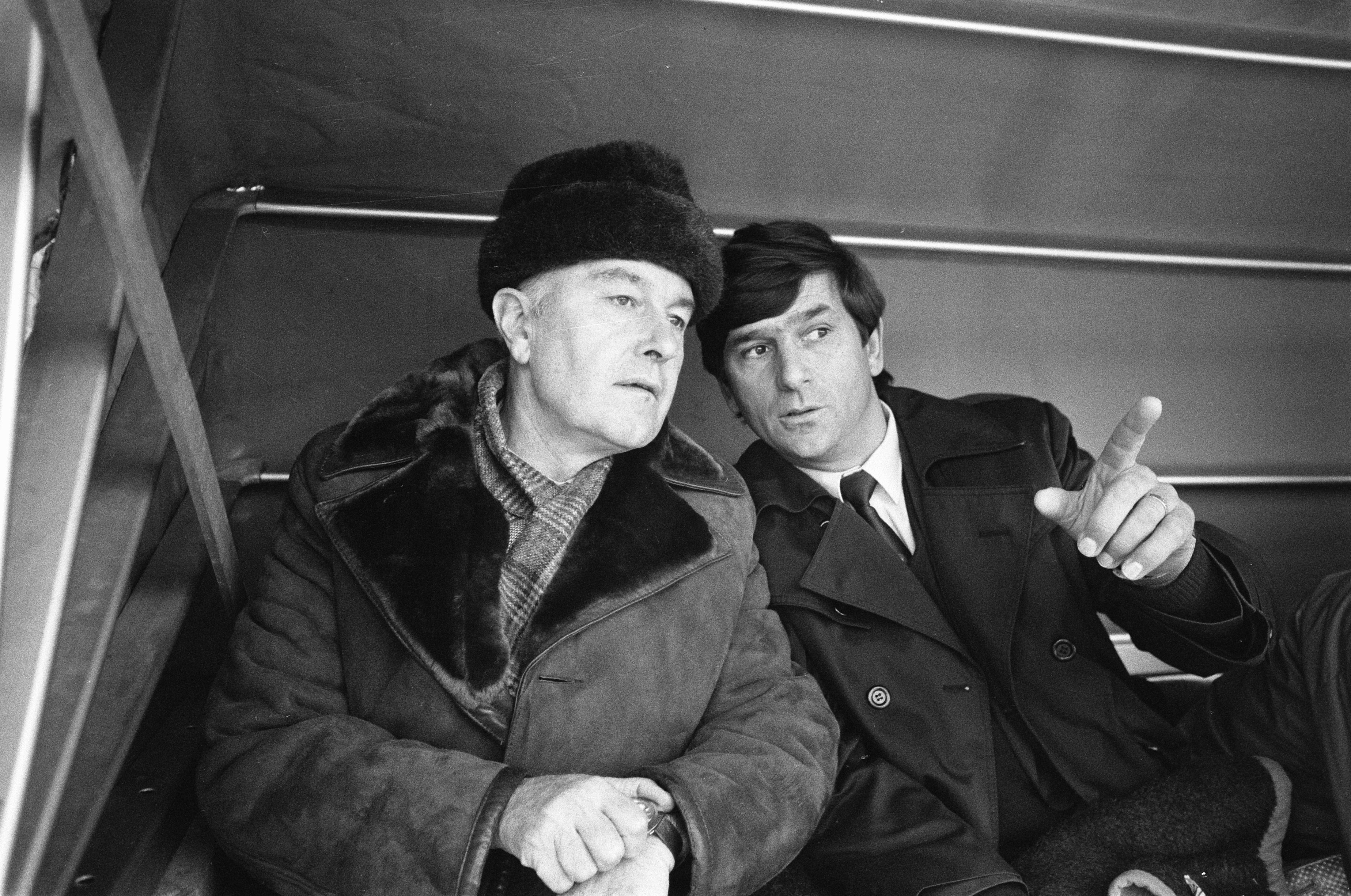
Ježek en Westerhof bij Feijenoord (1980)

In de zomer van 1976 verkaste Westerhof naar Feyenoord, waar hij in eerste instantie ging werken in de amateurafdeling. Als jeugdtrainer van de C-pupillen maakte hij furore. Als jeugdtrainer behaalde hij de benodigde diploma's en werd in 1977 assistent van hoofdtrainer Vujadin Boškov. Toen deze direct na afloop van de competitie de club verliet, was Westerhof enige weken belast met de trainingen van de selectie. In de zomer van 1978 verkoos de nieuwe hoofdtrainer Václav Ježek Westerhof als eerste assistent boven Arie Pieneman en Leo Beenhakker, die hierop naar AFC Ajax vertrok. In datzelfde jaar werd Westerhof een van de eerste videoanalisten in het Nederlands betaald voetbal, toen hij van Ježek de opdracht kreeg de wedstrijden van de ploeg op te nemen op video, om deze later te kunnen bekijken op niet in het oog lopende fouten in het spel.
Westerhof groeide steeds meer uit tot rechterhand van Ježek en de twee gingen op een steeds meer gelijkwaardige basis samenwerken. In 1980 werd Westerhof definitief overgeheveld naar het eerste elftal. Ook verving hij enkele weken hoofdtrainer Ježek, toen deze voor een voorhoofdsholteontsteking werd behandeld in zijn thuisland Tsjecho-Slowakije. Na het behalen van zijn A-diploma solliciteerde hij openlijk naar het hoofdtrainerschap van de Rotterdammers voor het daaropvolgende seizoen. Hij wist zich daarbij gesteund door Ježek, die hem als zijn opvolger naar voren zou hebben geschoven. Hij moest zijn woorden echter inslikken toen bleek dat Ježek voor een jaar bijtekende. Nadat Ježek in mei 1981 op non-actief was gezet, fungeerde Westerhof enkele weken als interim-trainer. Hierna keerde Ježek echter weer terug, en moest Westerhof zich weer schikken in zijn rol van assistent. Aan het begin van het seizoen 1981-1982 werd Westerhof gepromoveerd tot veldtrainer van Feyenoord, terwijl Ježek eindverantwoordelijke bleef. Westerhof gaf hierop aan, dat hij de liever zelf de supervisie in handen kreeg. Hier ging het bestuur echter niet mee akkoord. In december 1981 maakte Feyenoord bekend dat ze het contract met de ambitieuze Westerhof niet zouden verlengen.
Nadat het Westerhof in de zomer van 1982 niet gelukt was om een nieuwe werkgever te vinden, besloot hij zijn ontslag bij Feyenoord aan te vechten, omdat de ontslagvergunning drie dagen te laat werd afgegeven. Hoewel het ontslag hierdoor niet kon worden teruggedraaid, zou Westerhof wel de garantie hebben terug te kunnen keren bij een eventuele vacature. Hierdoor kon Feyenoord geen nieuwe assistent-trainer aanstellen.

### MVV en Vitesse (tweede periode)
In december 1982 ging Westerhof aan de slag bij MVV, dat al eerder lonkte naar de trainer. Hij sloot het seizoen af met een vierde plaats in de eerste divisie. Een jaar later werd hij met de Maastrichtenaren kampioen van de Eerste divisie en promoveerde hij naar de eredivisie.
Aan het einde van het seizoen keerde hij terug naar zijn oude liefde Vitesse. Bij Vitesse kreeg hij de opdracht mee de ploeg in drie jaar klaar te stomen voor promotie naar de eredivisie.

### Dopingaffaire
In januari 1985 gaf Westerhof een interview aan ELF Voetbal. Hij beweerde in dit interview dat Feyenoordspelers in zijn tijd bij de club doping kregen toegediend. Deze doping, waarschijnlijk efedrine, zou door verzorger Gerard Meijer tijdens een uitwedstrijd tegen AZ '67 aan de voltallige selectie zijn verstrekt in een drankje. Dit toedienen gebeurde buiten medeweten van de clubarts en Westerhof, die toentertijd vervangend trainer was. Het toedienen van de doping zou op voorspraak zijn gebeurd van toenmalig technisch manager Peter Stephan. Westerhof voerde hierbij oud-spelers Richard Budding en Karel Bouwens aan als getuigen. Budding gaf aan dat hij slaapproblemen had gekregen van het drankje en Bouwens raakte die avond in een discotheek bewusteloos en moest worden opgenomen in het ziekenhuis. Ook Stanley Brard en Wim van Til zouden bij Westerhof navraag hebben gedaan over het drankje. Naast deze beschuldiging, beschuldigde hij tevens Johan Neeskens van dopinggebruik tijdens een wedstrijd van het Nederlands elftal tegen België in 1981.
De uitspraken van Westerhof werden breed uitgemeten in de pers. Ondanks de getuigenissen van Budding en Bouwens, toentertijd beiden nog actief in het betaald voetbal, ontkende toenmalig aanvoerder Ben Wijnstekers dopinggebruik bij de Rotterdamse club. Ook Meijer en Stephan ontkenden het voorval. Stephan dreigde zelfs met juridische stappen tegen Westerhof, maar zag hiervan af, nadat de tuchtcommissie van de KNVB de zaak in behandeling had genomen. Na onderzoek van de tuchtcommissie werd enkel Westerhof in staat van beschuldiging gesteld, voor het in diskrediet brengen van de sport. Hierop stelde Westerhof oud-KNVB-bestuurder Eric Vilé aan als zijn advocaat.
In mei 1985 waren er twee openbare zittingen van de tuchtcommissie, waar, naast Westerhof, ook onder andere Peter Stephan, Gerard Meijer, Stanley Brard en René Notten werden gehoord. Op 21 mei 1985 werd Westerhof door de KNVB geschorst voor een periode van 6 maanden voor alle functies binnen het voetbal. Ook werden alle kosten van de procedure aan Westerhof toegewezen. Hoewel SBV Vitesse haar trainer eerst steunde, werd Westerhof op 19 juni 1985 toch aan de kant gezet. De officiële lezing was dat er een slechte relatie was tussen Westerhof en de spelers. Het bleek voor de noodlijdende club echter ook lastig om sponsoren te vinden, zolang Westerhof er aan het roer stond. Het ontslag draaide uit op een arbitragezaak.
Enkele dagen later, op 25 juni, werd de schorsing van Westerhof in een beroepsprocedure ongedaan gemaakt, omdat niet bewezen kon worden dat Westerhof het betaald voetbal had geschaad. Wel kreeg hij een boete van duizend gulden voor zijn uitspraken over Neeskens en de dopingcontroles in het algemeen. Voor Westerhof was het kwaad echter al geschied. Hij was zijn baan als trainer van Vitesse kwijt en kwam nergens anders in Nederland meer aan het werk en raakte eind jaren 80 in de vergetelheid. In 1988 werd hij trainer van vierdeklasser SC Westervoort.

### Nigeriaanse elftal
Op 10 juli 1989 keerde Westerhof terug in de schijnwerpers, toen hij verrassend werd aangesteld als bondscoach van het Nigeriaanse elftal. De Nigeriaanse voetbalbond had eerder dat jaar, naar aanleiding van het Nederlandse succes op het Europees kampioenschap voetbal 1988 contact opgenomen met de Nederlandse trainersvakbond, die de bond attent maakte op Westerhof. Nadat het hem niet lukte zich te kwalificeren voor het Wereldkampioenschap van 1990, kreeg hij de tijd het elftal te hervormen. In 1990 haalde Nigeria direct al de finale van de Afrika Cup, waarin zij verloren van Algerije. In de Afrika Cup van 1992, werd het team derde, na verloren te hebben van aartsrivaal Ghana in de halve finale.
In 1994 plaatste Nigeria zich, via twee voorrondes, eenvoudig voor het Wereldkampioenschap van 1994. Ook de Afrika Cup van 1994 werd binnengehaald, na een 2-1-overwinning op Zambia in de finale. Op het WK in 1994 werd Nigeria eerste in poule D met Argentinië, Bulgarije en Griekenland. In de tweede ronde verloor het team echter van Italië in de verlenging, na eerst met 1-0 voorgestaan te hebben, door een doelpunt van Emmanuel Amuneke. Ondanks dit verlies werden Westerhof en het team in Nigeria als helden onthaald. Westerhof nam ontslag en werd opgevolgd door Jo Bonfrère.
Twintig jaar na zijn vertrek maakte regisseur John Appel een documentaire over de vijf bewogen jaren (1989-1994) dat Westerhof bondscoach was van het West-Afrikaanse land. Bij de presentatie van de documentaire in het Olympisch Stadion in Amsterdam zei de oud-bondscoach onder meer:

Je moet bevriend zijn met de mensen met poen. Poen is macht en macht is waardering. Het nationale team was een ongeorganiseerde bende toen ik kwam. Het was een bushteam, met voetballers van overal en nergens. Alle spelers droegen een ander tenue. Er was nooit geld. Ik besloot rechtstreeks zaken te doen met de directe kring rond president Sani Abacha. Hij maakte het geld op een gegeven moment rechtstreeks naar mij over. Toen kon ik werken.

Westerhof wordt geroemd voor het op de kaart zetten het het Afrikaanse voetbal en het Nigeriaanse voetbal in het bijzonder. Hij stond aan de bakermat van de gouden periode van het Nigeriaanse voetbal, met spelers als Jay-Jay Okocha, Sunday Oliseh, Nwankwo Kanu, Finidi George, Daniel Amokachi en anderen, die allen succesvolle carrières hadden bij Europese topclubs.

### Verdere carrière
Westerhof was de laatste maanden van het seizoen 1997/98 ad-interim coach van de amateurs van SV Babberich nadat twee trainers vanwege ziekte afwezig waren. In 1998 werd Westerhof bondscoach van Zimbabwe, hier bleek hij zijn stunt met Nigeria niet te kunnen herhalen en in 2000 werd hij ontslagen. Hetzelfde jaar klaagde hij de Zuid-Afrikaanse voetbalbond aan, omdat hij, ondanks een toezegging hiertoe, niet benoemd werd tot bondscoach van Zuid-Afrika. Westerhof kreeg hiervoor 1 miljoen rand schadevergoeding toegewezen.
Hierna werd hij coach van Mamelodi Sundowns FC in Zuid-Afrika en Dynamos Harare in Zimbabwe. In Zimbabwe trouwde hij met het fotomodel Tandayi Katekete. Dit huwelijk liep uit op een mislukking en in 2002 volgde er een, in de pers breed uitgemeten, scheiding, waarin Katekete hem onder andere beschuldigde haar met hiv te hebben besmet. Hierna dook Westerhof enige tijd onder en kwam zelfs op de lijst bij TROS Vermist te staan. Uiteindelijk werd hij halverwege 2002 opgespoord door De Telegraaf.
In 2003 werd hij technisch directeur van de Zimbabwaanse club Sporting Lions uit Harare. Na een jaar stapte hij op om hoofdcoach te worden van Bush Bucks FC in Umtata, Zuid-Afrika. Daar werd hij in maart 2004 ontslagen wegens tegenvallende resultaten.
Hierop keerde hij terug naar Nigeria, waar hij een voetbalschool oprichtte in Ilorin. In 2005 werd hij gevraagd om opnieuw bondscoach te worden van Nigeria, een aanbod dat hij afsloeg. Anno 2014 is hij teruggekeerd naar Nederland, naar Arnhem.
In januari 2019 speculeerde Westerhof over een terugkeer naar Zimbabwe.